# خشک کردن مفصل
در پزشکی به برداشتن غضروف و فشردن سطوح مفصل که باعث می‌شود استخوان‌های هر دو طرف مفصل به هم جوش بخورند خشک کردن مفصل می‌گویند. نام‌های دیگر این عمل، مفصل‌خشکانی، آرترودز (Arthrodesis) و جوشاک مصنوعی (artificial ankylosis) است.
هنگامی که مفصل بشدت تخریب شده و قابل ترمیم نیست و بیمار درد یا مشکلات زیادی دارد این روش انجام می‌شود.

## روش
جراح ابتدا باقی‌مانده غضروف سطوح مفصلی را برمی‌دارد. سپس استخوان‌های دو سر مفصل را با اره‌های مخصوصی بریده در کنار هم قرار می‌دهد. سپس با پیچ و پلاک یا با استفاده از اکسترنال فیکساتور استخوان‌ها را به هم متصل می‌کند.

## مفاصل رایج
از عمل جراحی مفصل‌خشکانی به‌طور شایعی در ستون مهره برای چسباندن مهره‌ها به هم استفاده می‌شود. این عمل همچنین در مفاصل پا، مچ پا، دست و مچ دست کاربرد دارد.